# Hélène Vanel
Hélène Vanel (Vitry-le-François, 1898 - 1989) va ser una ballarina, escultora i pintora francesa, afiliada al moviment surrealista del segle xx. Tot i que a la seva època va ser molt famosa, se'n té encara poca informació.

## Biografia
Hélène Vanel va néixer l'any 1898 a la població francesa de Vitry-le-François i va estudiar a l'escola de dansa que Margaret Morris tenia a Londres, on va conèixer Loïs Hutton, qui seria la seva parella.
Vanel va aparèixer per primera vegada als escenaris el 1921, quan es va incorporar a la troupe Margaret Morris. El 1923 Vanel, Morris i Loïs Hutton van organitzar una escola d'estiu a la ciutat d'Antíbol, a la Riviera francesa. Picasso i els Murphys (una acomodada parella nord-americana que va ser la protagonista de Tender is the Night de F. Scott Fitzgerald) van assistir a les actuacions del grup, on van poder veure a la platja de La Garoupe una sessió de dansa infantil dirigida per Vanel. El 27 de juliol, junt amb dues ballarines més, va presentar un espectacle de creació pròpia als jardins de l'Hótel du Cap amb el títol Magnolia.
El 1924, després d'un desacord amb Morris, Vanel i Hutton es van separar de la companyia de Margaret Morris i van formar la seva pròpia escola de dansa i companyia a Saint-Paul de Vence, Rythme et couleur, en la qual podien combinar dansa, pintura, vestuari i poesia. Vanel va dir que "volia veure la dansa alliberada de les seves convencions, donant una major importància al propi ballarí com a material artístic, veient en les línies, formes i moviments del ballarí i un material, treballat com la pedra o l'argila però en el qual la humanitat ha estat amassada". Vanel i Hutton eren amants i la seva separació el 1934 i la seva posterior divisió empresarial van ser notícia. Amb la fama ja establerta, Hélène Vanel va ser convidada a actuar a l'Exposition Internationale du Surréalisme.

### Actuació a l'Exposition Internationale du Surréalisme
L'Exposició Internacional de Surrealisme es va inaugurar a la Galerie Beaux-Arts de París el 17 de gener de 1938 i es va cloure el 22 de febrer. Estava organitzada per André Breton, Paul Éluard i Marcel Ducham i hi van participar una seixantena d'artistes, entre els quals hi havia Hans Arp, Leonora Carrington, Giorgio de Chirico, Salvador Dalí, Joan Miró, Man Ray o Remedios Varo.
Segons consta a la invitació de l'exposició, Vanel hi va presentar tres danses: L'Hystérie (La histèria), La Trèfle incarnat (El trèvol roig) i L'Acte manqué (L'acte fallit). La presentació escènica, extravagant, sensual, esbojarrada i salvatge, va impactar al públic assistent i va tenir un gran ressò en els mitjans parisencs del moment. Com una ballarina embogida, va ballar mig nua, il·luminada només amb llanternes i un braser, per entre les obres exhibides, damunt d'un llit, regirant coixins, submergint-se en un estany i esquitxant als convidats.
L'actuació de Vanel a l'exposició va explorar idees convencionals i surrealistes de la histèria a través de la dansa, a més d'existir com a forma física d'automatisme. La histèria en aquell moment es considerava una malaltia femenina que es pensava que era causada per l'anomenat úter o ventre errant. Aquesta condició es reflectia en molts símptomes de malestar, relacionats directament amb la inferioritat mental de la dona, tot i que actualment s'entén que és un producte de l'estrès posttraumàtic que provoquen l'agressió sexual i l'abús verbal. André Breton i Aragon van servir a la Primera Guerra Mundial i van observar com l'estrès posttraumàtic dels soldats (anomenada histèria de guerra) no era el resultat de la debilitat. Molts artistes surrealistes van considerar la histèria com una subversió de l'statu quo. La representació va originar una gran crítica dels assistents i dels companys surrealistes de Vanel.
Dalí va dir de la seva actuació:
| «               | Va saltar de les ales com un tornado en un moviment increïble que va induir un deliri demencial a tots els assistents. Va crear un revolt total amb la seva entrada violenta, enfilant-se cap al llit, sostenint al braç un gall viu que es clavava de terror. Ella mateixa va començar a cridar de mimodrama histèric mentre anava rodant i contorsionant al llit. Va saltar amunt i avall abans de llançar-se a l'estany envoltada de canyes que havíem instal·lat al mig de l'habitació. | » |
| — Salvador Dalí | |   |

Tot i que es considera que aquesta actuació històrica de Vanel en la primera exposició surrealista va ser el primer exemple de dansa surrealista, malauradament no ha captat l'atenció de molts estudiosos.

### Després de l'exposició
Vanel va continuar la seva escola de ball i companyia després de l'exposició i va esdevenir pintora, escultora i professora del Louvre.
Una cita seva diu:
| «              | La dansa, expressió alegre i poderosa de l'entusiasme per la vida, ha de tenir la mateixa missió que la poesia. Crea formes en el temps i l'espai. La dansa és el vertigen de la matèria... Recuperar la veritat de l'ésser. Adquirir alhora el sentit dels poders invisibles que ens atreuen fins i tot en repel·lir-nos: no es tracta d'un mitjà de superació de nosaltres mateixos, de deixar enrere el marasme i la mediocritat, un mètode per assolir aquella magnificència que tan desvergonyidament hem abandonat?. | » |
| — Hélène Vanel | |   |

La dansa d'Helélène Vanel mesclava la teatralitat amb la mímica i el lliure moviment. Defensora d'un art multidisciplinar, la seva casa de Saint-Paul de Vence va esdevenir un veritable nucli d'activitat artística en un espai que era un punt de trobada, una galeria d'art i un teatre.